# Konventionen angående lika lön för män och kvinnor för arbete av lika värde
Konventionen angående lika lön för män och kvinnor för arbete av lika värde (ILO:s konvention nr 100 angående lika lön för män och kvinnor för arbete av lika värde, Equal Remuneration Convention) är en konvention som antogs i Genève i Schweiz av Internationella arbetsorganisationen (ILO) den 28 juni 1951. Konventionen förbjuder diskriminering av kvinnliga arbetstagare och minoritetsgrupper som migrantarbetare. Den är en av ILO:s åtta kärnkonventioner.
I juli 2014 hade 171 av ILO:s 183 medlemsstater raticiferat konventionen.